# Mimetus debilispinis
Espèce
Mimetus debilispinis est une espèce d'araignées aranéomorphes de la famille des Mimetidae.

## Distribution
Cette espèce est endémique du Brésil.

## Publication originale
- Mello-Leitão, 1943 : Catálogo das aranhas do Rio Grande do Sul. Arquivos do Museu Nacional do Rio de Janeiro, vol. 37, p. 147-245.